# Jüdischer Friedhof (Puclice)

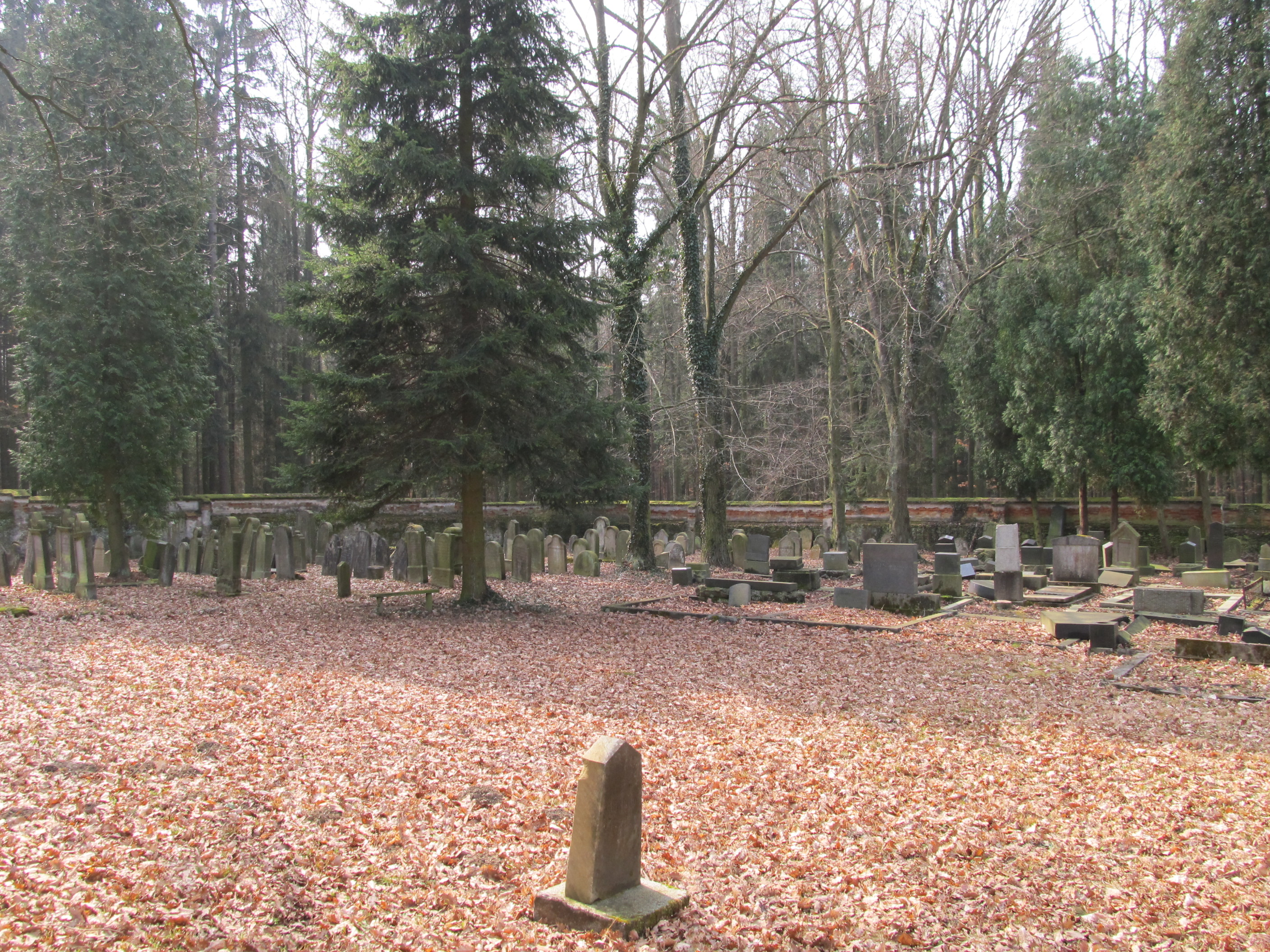
Jüdischer Friedhof in Puclice

Der Jüdische Friedhof Puclice ist ein jüdischer Friedhof etwa einen Kilometer südwestlich von Puclice (deutsch Putzlitz), einer Gemeinde in der Region Plzeňský kraj im Südwesten Böhmens.

## Geschichte
1724 lebten in Puclice vier jüdische Familien mit insgesamt 29 Personen.
Der südwestlich von Puclice am Waldrand gelegene Friedhof wurde 1750 angelegt.
Es gab eine Chewra Kadischa zu der außer den Juden aus Puclice und Staňkov auch Juden aus Horšovský Týn (deutsch: Bischofteinitz) und Koloveč (deutsch: Kolautschen) gehörten.
Schon vor 1870 gab es in Puclice einen Synagogenverein, der dort am Dorfweiher eine Synagoge erbaut hatte, die bis 1975 bestand und dann abgerissen wurde. 1870 wurde die Kehillah Staňkov gegründet. Zunächst war Staňkov Filialgemeinde von Horšovský Týn. Aber 1890 wurde Horšovský Týn an die Gemeinde Domažlice (deutsch: Taus) angegliedert.
Der Gemeinde Staňkov gehörten neben Staňkov selbst die Juden der Ortschaften Puclice, Nový Dvůr (deutsch: Neuhof), Velký Malahov (deutsch: Großmallowa) und Lštění (deutsch: Elschtin) an. 1910 gab es 41 Juden, 1922 nur noch 33 Juden in der Gemeinde.
1930 gab es in Puclice 2 und in Staňkov 30 Juden. Die letzte jüdische Beerdigung auf diesem Friedhof fand 1942 statt.

## Beschreibung
Der jüdische Friedhof in Puclice hat mehr als 20 Grabsteine aus dem 19. bis 20. Jahrhundert, die sich an ihren ursprünglichen Plätzen befinden. Die Grabsteine bestehen aus Marmor, Granit und Sandstein und tragen Inschriften in hebräischer, deutscher und tschechischer Sprache. Der Friedhof ist von einer hohen Mauer umgeben und abgeschlossen. In der zweiten Hälfte des 20. Jahrhunderts war er von vereinzelten Akten des Vandalismus betroffen. Der Friedhof gehört der jüdischen Gemeinde Pilsen.